# شهرستان یادکین (کارولینای شمالی)
شهرستان یادکین (به انگلیسی: Yadkin County) یک منطقهٔ مسکونی در ایالات متحده آمریکا است که در کارولینای شمالی واقع شده‌است. شهرستان یادکین ۸۷۵٫۴۲ کیلومتر مربع مساحت دارد.